# Ashue
Ashue az Amerikai Egyesült Államok északnyugati részén, Washington állam Yakima megyéjében elhelyezkedő önkormányzat nélküli település.
A helységet 1912-ben alapította a Toppenish, Simcoe and Western Railway Company. A település nevét a közelben élő öt családról kapta.

## Fordítás
Ez a szócikk részben vagy egészben  az   Ashue, Washington című angol Wikipédia-szócikk ezen változatának fordításán alapul.  Az eredeti cikk szerkesztőit annak laptörténete sorolja fel. Ez a jelzés csupán a megfogalmazás eredetét és a szerzői jogokat jelzi, nem szolgál a cikkben szereplő információk forrásmegjelöléseként.